# 雷恪生
雷恪生（1936年2月21日—），山东牟平人，中国话剧、电影、电视剧男演员，中国戏剧协会会员。中国国民党革命委员会成员，一级演员，享受中华人民共和国国务院特殊津貼。
他的父母都是戏迷，1945年随父赴大连，在那儿两年，生活的全部内容几乎就是听戏。后来去北京与兄长一起念书，1950年毕业于北京汇文第一小学。后来上了北京第二中学，参加了话剧团，1956年毕业，同年考入中央戏剧学院。1960年自表演系毕业。同年到中央实验话剧院任演员。主演的话剧有《一仆二主》、《于无声处》、《阿Q正传》、《温莎的风流娘儿们》、《茶馆》、《雷雨》、《日出》、《北京人》等，塑造角色200多个。
1982年在北京电影学院八二届毕业生的实习作品《结婚》中义演，从此与第五代导演展开合作。1984年在陈凯歌的《黄土地》中出演农民。他参演的其它电影有《四渡赤水》《爬满青藤的小屋》《雷比利号沉没在印度洋》《香魂女》《傻帽经理》 《秋菊打官司》《背靠背，脸对脸》 等，电视剧有《甄三》、《宝瓶藏娇》等。曾获白玉兰奖、学院奖等多个奖项。

## 奖项
- 2004年第四届数字电影百合奖优秀男演员（《马世清离婚》）
- 2011国剧盛典获2011年终身成就奖